# Jessica Carlson
Jessica Carlson (ca. 1993) is een Amerikaanse actrice.
Ze is het bekendst van haar rol als Rebacca het aapmeisje in Cirque du Freak: The Vampire's Assistant uit 2009. Voor die rol won ze in 2010 een Young Artist Award voor beste vrouwelijke bijrol in een avondfilm.
Voordien speelde Carlson in het theaterstuk Brighton Beach Memoirs, enkele kortfilms en een gastrol in Law & Order en The Big C. Ze gaf als 13-jarige ook gestalte aan Liesel Meminger in een trailer voor het boek The Book Thief op de Teen Book Video Awards.